# Saffranstangara
Saffranstangara (Sicalis flaveola) är en fågel i familjen tangaror inom ordningen tättingar. Den förekommer från Colombia till Argentina i Sydamerika. Beståndet anses vara livskraftigt.

## Utseende
Saffranstangaran är en liten finkliknande fågel med kort och knubbig näbb. Hanen är lysande gul med orangerött på pannan. Jämfört med andra arter i släktet ’’Sicalis’’ har den mindre olivbrun på rygg och vingar, men sydliga populationer är generellt mattare och brunare ovan. Honan är mer dämpad i färgerna, i söder ännu brunare och mer streckad. Arten kan förväxlas med gultangaran, men denna är vanligen mer färglös och kraftigare streckad ovan. Liknande flodtangaran är mindre.

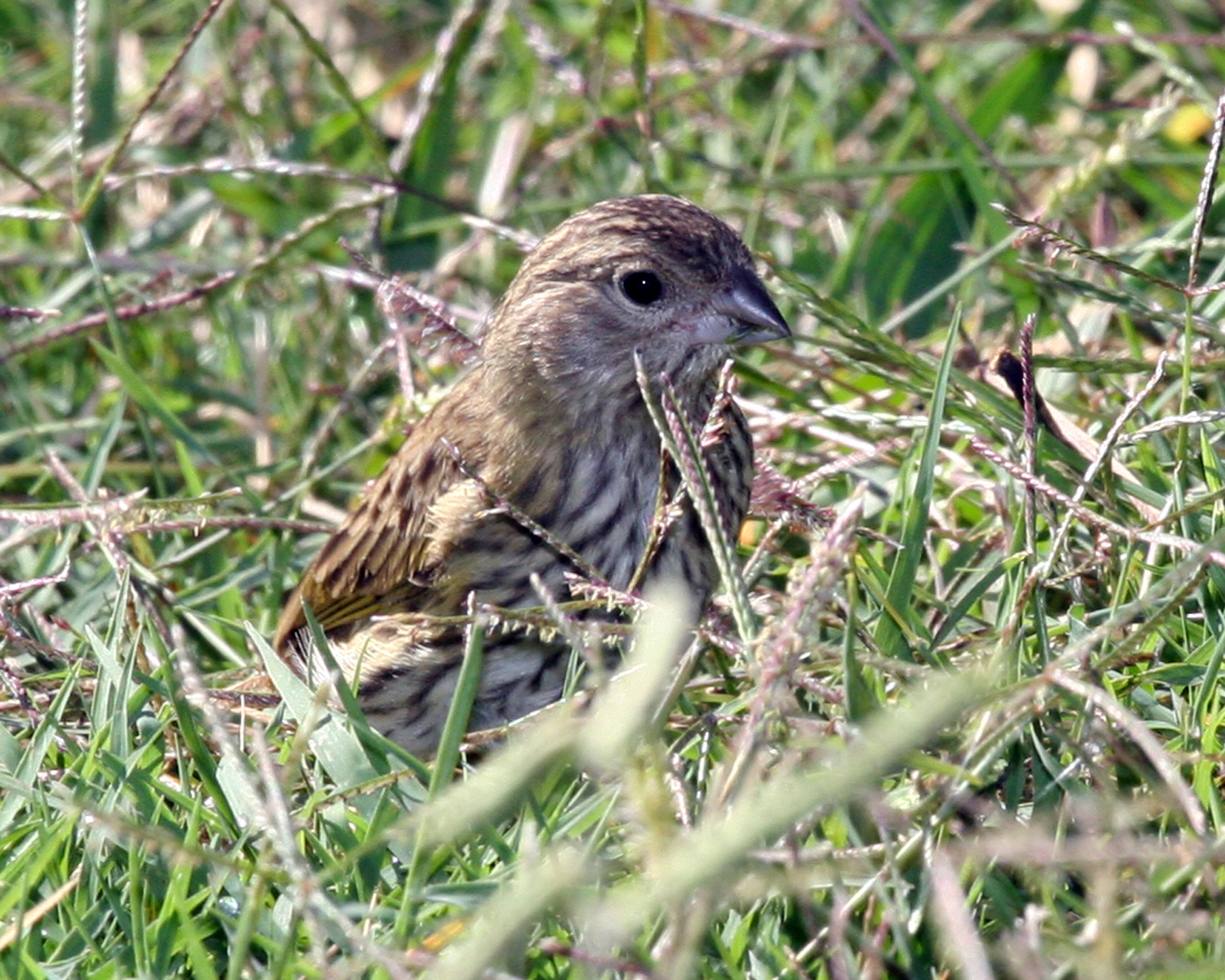
Hona.

## Utbredning och systematik
Saffranstangara förekommer i Sydamerika från Colombia till norra Argentina. Den delas in i fyra underarter med följande utbredning:
- flaveola-gruppen
  - Sicalis flaveola flaveola – tropiska områden från östra Colombia till Venezuela, Guyana och Trinidad
  - Sicalis flaveola valida – Stillahavslåglandet från Ecuador till nordvästra Peru (Ancash)
  - Sicalis flaveola brasiliensis – tropiska nordöstra Brasilien (Maranhão, Minas Gerais och São Paulo)
- Sicalis flaveola pelzelni – östra Bolivia till Paraguay, sydöstra Brasilien, Uruguay och norra Argentina

Ofta urskiljs även underarten koenigi med utbredning i nordvästra Argentina.

### Familjetillhörighet
Liksom andra finkliknande tangaror placerades denna art tidigare i familjen Emberizidae. Genetiska studier visar dock att den är en del av tangarorna.

## Levnadssätt
Saffranstangaran hittas i torra öppna miljöer, inklusive jordbruksmarker och samhällen. Den ses ofta i flockar. 

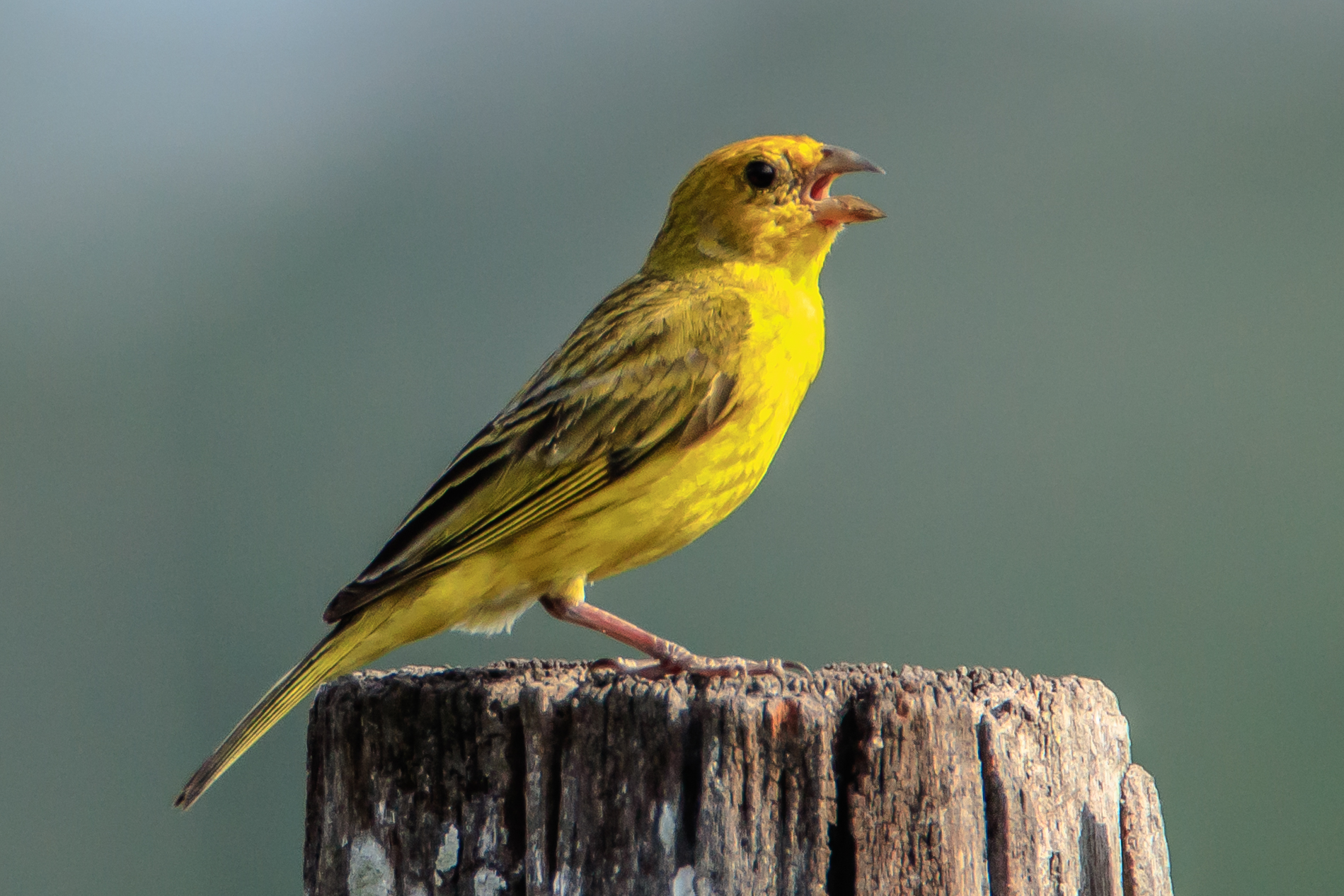

## Status
Arten har ett stort utbredningsområde och beståndet anses stabilt. Internationella naturvårdsunionen IUCN listar den därför som livskraftig (LC).